# Lycée Condorcet
Lycée Condorcet [lisé kondorse] je renomovaná střední škola (gymnázium) v Paříži, jedna z nejstarších. Sídlí v 9. okrese, Rue du Havre, na pravém břehu Seiny. Má své pobočky v dalších francouzských městech.

## Historie
Škola byla založena roku 1803, 1804 dostala název Lycée Bonaparte, 1815 College Bourbon a od roku 1873 se jmenuje podle osvícenského filozofa, liberálního politika a matematika Nicolase de Condorceta. Významnou část vyučování tvoří "přípravné třídy" (classe préparatoire),kde se studenti po maturitě připravují k přijetí na "velké školy" (Grande école)

## Významní učitelé
- Alain (Émile Chartier), filozof
- Jean Beaufret, filozof
- Fernand Braudel, historik
- Léon Brunschvicg, filozof
- Édouard Daladier, historik a politik
- Jean Jaurès, politik
- Jules Lemoine, fyzik
- Stéphane Mallarmé, spisovatel a anglista
- Maurice Merleau-Ponty, filozof
- Marcel Pagnol, anglista a režisér
- Louis Poinsot, matematik
- Jean-Paul Sartre, filozof

## Významní absolventi
- Raymond Aron, sociolog a politolog
- Henri Bergson,matematik a filozof
- Louis Breguet, průkopník letectví a konstruktér
- Henri Cartier-Bresson, fotograf
- André Citroën, průmyslník
- Jean Cocteau, básník
- Marcel Dassault, letecký konstruktér a podnikatel
- Félix d'Hérelle, mikrobiolog
- Alexandre Dumas mladší, spisovatel
- Louis de Funès, herec
- Edmond de Goncourt, spisovatel a kritik
- Georges Eugène Haussmann, městský politik a urbanista
- Jean Jaurès, filozof a politik
- Claude Lévi-Strauss, etnolog a filozof
- Jean Marais, herec
- Jean-Luc Marion, filozof a teolog
- Roger Martin du Gard, spisovatel
- Félix Nadar, průkopník fotografie
- Francis Poulenc, klavírista a skladatel
- Marcel Proust, spisovatel
- Louis Renault, průmyslník
- Jules Romains, spisovatel
- Henri de Toulouse-Lautrec, malíř
- Paul Valéry, básník a filozof
- Paul Verlaine, básník
- Boris Vian, spisovatel